# Dagmar van Denemarken (1847-1928)
Marie Sophie Frederikke Dagmar van Denemarken, na haar huwelijk Maria Fjodorovna (Russisch: Мария Фёдоровна) (Kopenhagen, 26 november 1847 – Hvidøre (Denemarken), 13 oktober 1928) was een Deense prinses en later tsarina van Rusland door haar huwelijk met tsaar Alexander III van Rusland. Ze was de dochter van koning Christiaan IX van Denemarken, de zus van de koningen Frederik VIII van Denemarken en George I van Griekenland, en de schoonzus van koning Edward VII van het Verenigd Koninkrijk.

## Jeugd en familie
Prinses Dagmar werd op 26 november 1847 te Kopenhagen geboren als het vierde kind en de tweede dochter van prins Christiaan van Sleeswijk-Holstein-Sonderburg-Glücksburg, de latere koning van Denemarken, en prinses Louise. Dagmar had twee oudere broers, Frederik en Willem, en een oudere zus, Alexandra. Na Dagmar werden er nog twee kinderen in het gezin geboren: prinses Thyra en prins Waldemar.
Ten tijde van haar geboorte diende haar vader in het Deense leger. Haar ouders waren van adel maar niet rijk, waardoor ze zich genoodzaakt zagen het onderwijs van hun kinderen zelf te verzorgen. Het tij keerde toen koning Frederik VII van Denemarken Dagmars vader als zijn opvolger aanwees. 1863 was een goed jaar voor Dagmars familie; haar zus Alexandra trouwde met de Britse kroonprins Edward, haar broer Willem werd als George I koning van Griekenland en haar vader werd koning van Denemarken. Haar vader werd vanwege dit nageslacht wel de "schoonvader van Europa" genoemd.

## Huwelijk en gezin
Dagmars moeder, sinds 1863 koningin Louise van Denemarken, had altijd een hechte band gehad met het Russische hof, zodat haar oudste dochter, als een huwelijk aan het Britse hof zou mislukken, altijd nog met een Russische grootvorst kon trouwen. Alexandra trouwde met prins Eduard. In 1864 werd de verloving tussen prinses Dagmar en tsarevitsj Nicolaas bekendgemaakt. In 1865 werd haar verloofde echter ernstig ziek, waarna hij stierf.

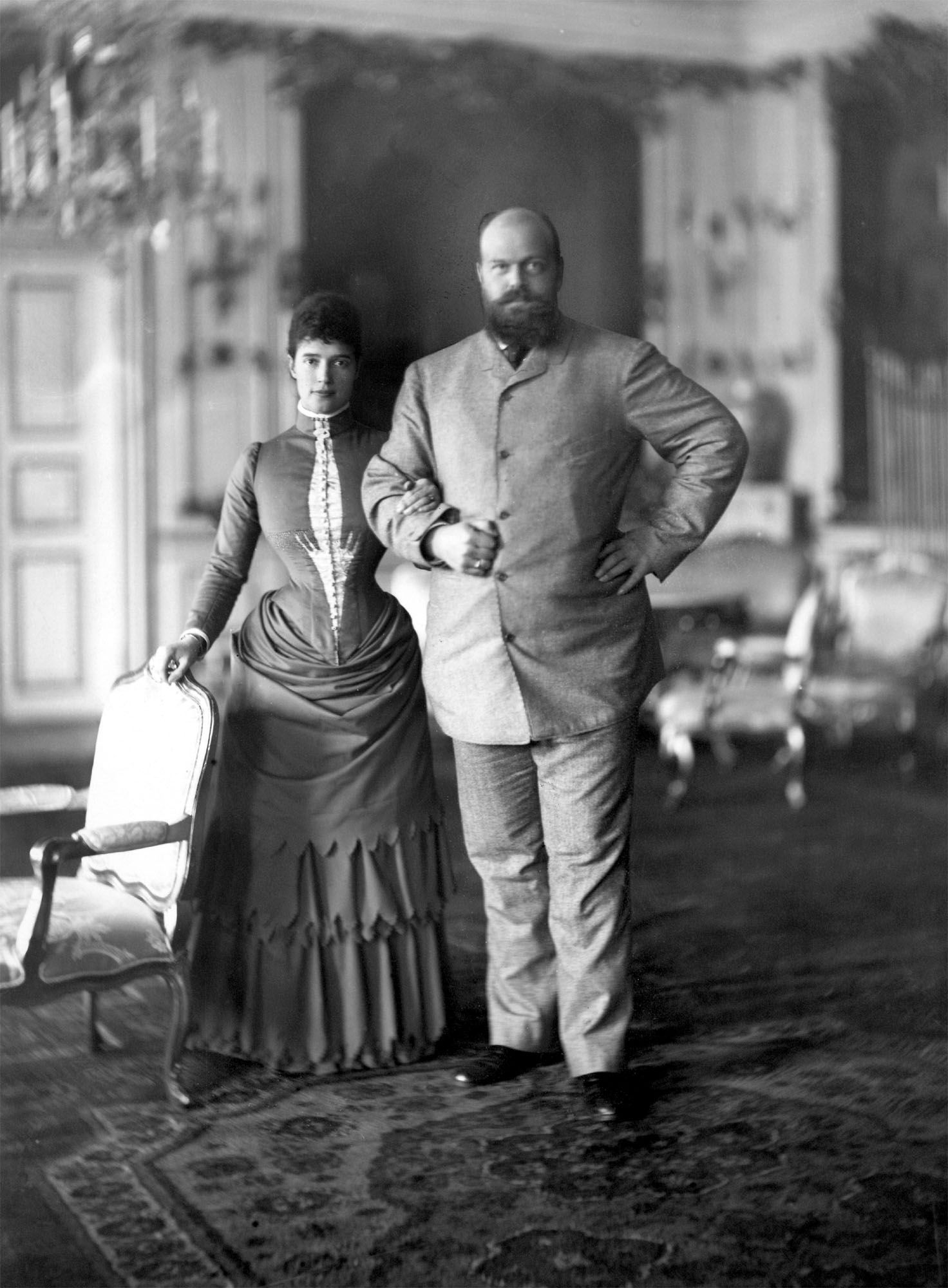
Tsarina Maria Fjodorovna en haar echtgenoot tsaar Alexander III
1893 in Kopenhagen

Haar moeder en tsarina Maria Alexandrovna besloten na de dood van Nicolaas dat Dagmar moest trouwen met de nieuwe tsarevitsj, Nicolaas’ jongere broer Alexander. Alexander was in het geheim al lange tijd verliefd op de verloofde van zijn oudere broer en was erg blij met dit besluit. Ook Dagmar ontwikkelde een intense liefde voor haar nieuwe echtgenoot. Om te kunnen trouwen met Alexander bekeerde de luthers gedoopte Dagmar zich tot de Russisch-Orthodoxe Kerk en nam ze de naam “Maria Fjodorovna” (Мария Фёдоровна) aan. Alexander en Maria trouwden op 28 oktober 1866 in Sint-Petersburg. Een groot aantal leden van de Europese koninklijke huizen woonden de ceremonie bij. Uit dit huwelijk werden zes kinderen geboren:
| Afbeelding | Naam                 | Geboren          | Overleden        | Bijzonderheden |
| ---------- | -------------------- | ---------------- | ---------------- | --- |
|            | Tsaar Nicolaas II    | 18 mei 1868      | 17 juli 1918     | Was gehuwd met prinses Alix van Hessen-Darmstadt (Alexandra Fjodorovna). Na de dood van Alexander III werd hij tsaar van Rusland. Werd gedwongen tot troonsafstand in 1917. Niet lang daarna vermoord in Jekaterinenburg door de bolsjewieken, in opdracht van Lenin.                                                                                         |
|            | Grootvorst Alexander | 7 juni 1869      | 2 mei 1870       | Overleed aan hersenvliesontsteking. |
|            | Grootvorst Georgi    | 6 mei 1871       | 9 augustus 1899  | Bleef ongehuwd en stierf in 1899 aan de gevolgen van tuberculose. |
|            | Grootvorstin Xenia   | 6 april 1875     | 20 april 1960    | Huwde grootvorst Alexander Michajlovitsj van Rusland, een zoon van grootvorst Michaël Nikolajevitsj, jongste zoon van tsaar Nicolaas I. Xenia vertrok tijdens de Russische Revolutie naar Londen, Engeland, waar zij in 1960 overleed. Haar dochter, Irina Aleksandrovna, was gehuwd met prins Felix Joesoepov, een van de moordenaars van Grigori Raspoetin. |
|            | Grootvorst Michaël   | 22 november 1878 | 12 juni 1918     | Trad in het huwelijk met de onbekende Natalia Sergeyevna Sheremetyevskaya (na haar huwelijk in de adelstand verheven tot gravin Brasowa). Hij werd titulair tsaar van Rusland toen zijn broer afstand deed van de troon. Grootvorst Michaël, of tsaar Michaël II, werd op 12 juni 1918 vermoord.                                                              |
|            | Grootvorstin Olga    | 13 juni 1882     | 24 november 1960 | Was samen met haar broer Michaël, de favoriete kinderen van Alexander III. Olga huwde Peter van Oldenburg, een zoon van Alexander van Oldenburg, scheidde van hem in 1916 en hertrouwde in hetzelfde jaar met de niet-adellijke officier Nikolai Kulikovsky.                                                                                                  |

### Familie
Tsarina Maria Fjodorovna was als Dagmar de tweede dochter van koning Christiaan IX van Denemarken en koningin Louise van Hessen-Kassel. Ze was een jongere zus van koning Frederik VIII van Denemarken, van Alexandra die Eduard VII van het Verenigd Koninkrijk huwde en van Willem die als George I koning van Griekenland werd. Ze was een oudere zus van Thyra en Waldemar.

## Tsarina van Rusland
Aan het vredige gezinsleven van Alexander en Maria kwam abrupt een einde toen tsaar Alexander II in 1881 door een bomaanslag om het leven kwam. Alexander en Maria werden toen de nieuwe tsaar en tsarina van Rusland. Maria genoot erg van haar nieuwe rol als echtgenote van Europa’s machtigste vorst en had via de tsaar veel invloed op de politieke kwesties in Europa. Ze was ook een zeer toegewijde moeder, al werd ze door velen als koud en afstandelijk tegenover haar kinderen beschouwd. Maria voedde haar kinderen na de dood van haar tweede zoon zo beschermend op, dat die absoluut niet voorbereid waren voor de toekomst die hen te wachten stond. Toen Nicolaas na de dood van zijn vader tot tsaar van Rusland werd gekroond, vroeg hij zich dan ook af wat er van hem en Rusland terecht moest komen, aangezien hij absoluut niet klaar was voor de positie van tsaar.
Tsarina Maria was fel tegen het huwelijk van haar oudste zoon met prinses Alix van Hessen-Darmstadt, een kleindochter van koningin Victoria van het Verenigd Koninkrijk. Ze vreesde dat zij haar invloed op haar zoon zou verliezen en vervangen zou worden door zijn nieuwe echtgenote. De tsaar en tsarina gaven toch toestemming voor het huwelijk, omdat ze beiden wisten dat de tsaar niet lang meer te leven had en Nicolaas als nieuwe tsaar een echtgenote nodig had. Deze toekomstvisie bleek juist te zijn: Alexander III stierf in 1894, hetzelfde jaar als de verloving van Nicolaas en Alice bekend werd gemaakt aan de gevolgen van nefritis (een nierontsteking). Nicolaas werd als Nicolaas II de nieuwe tsaar.

## Keizerin-moeder van Rusland
Het huwelijk tussen Alexandra en Nicolaas werd op 26 november 1894 gesloten, terwijl de familie nog altijd in rouw was. Oud-tsarina Maria vond het verschrikkelijk om haar oude positie af te staan aan Alexandra en zag met genoegen hoe het haar schoondochter niet lukte om deze rol van haar elegante en opvallende schoonmoeder over te nemen. Hierdoor had Maria nog altijd een leidende rol in de society van Sint-Petersburg. De slechte relatie tussen Maria en Alexandra dreef een wig tussen de keizerlijke familie en het keizerlijke paar. De tsaar en tsarina waren hierdoor erg op zichzelf aangewezen.

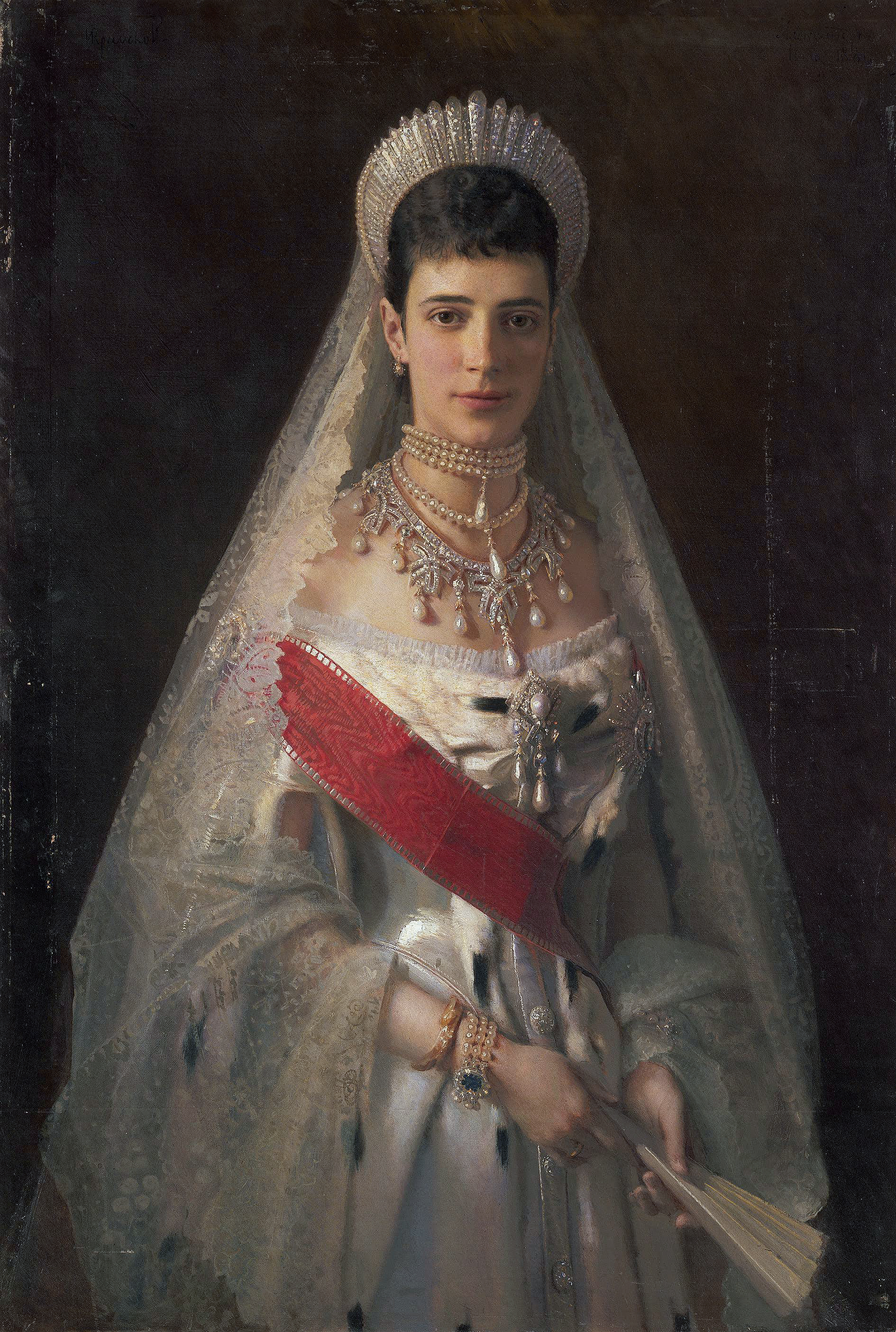
Portret van Maria Fjodorovna
1881, Ivan Kramskoj, Hermitage

De reputatie van Alexandra liep veel schade op door de geboorte van achtereenvolgens vier dochters; er werd gezegd dat ze niet in staat was een zoon te baren. Toen er uiteindelijk toch een zoon werd geboren, bleek deze te lijden aan de bloederziekte hemofilie. Nicolaas en Alexandra riepen de hulp van de gebedsgenezer Grigori Raspoetin in, waardoor er nog meer geruchten ontstonden onder het volk. Terwijl de reputatie van het tsarenpaar alsmaar slechter werd, probeerde de keizerin-moeder haar invloed op haar zoon aan te wenden om de invloed van Raspoetin aan het Russische hof te verkleinen. Nicolaas koos echter de kant van zijn echtgenote, die heilig geloofde in de helende krachten van Raspoetin en alles voor de gezondheid van haar zoontje over had.
Tijdens de regering van haar zoon ging een groot deel van Maria’s tijd op aan het uitvoeren van haar plichten als oud-tsarina van Rusland. Ze besteedde veel tijd en aandacht aan verschillende goede doelen en deed er ondertussen alles aan om haar belangrijke positie in de Russische society te behouden. Maria reisde vaak naar het buitenland, en dan vooral naar Londen, Athene en haar geboortestad Kopenhagen om haar familie te bezoeken. Ze kocht ook een villa, Hvidøre, op het Deense platteland, waar ze zich vaak terugtrok met haar zus Alexandra. ’s Zomers maakte ze vaak reizen aan boord van haar luxueuze jacht De Poolster.

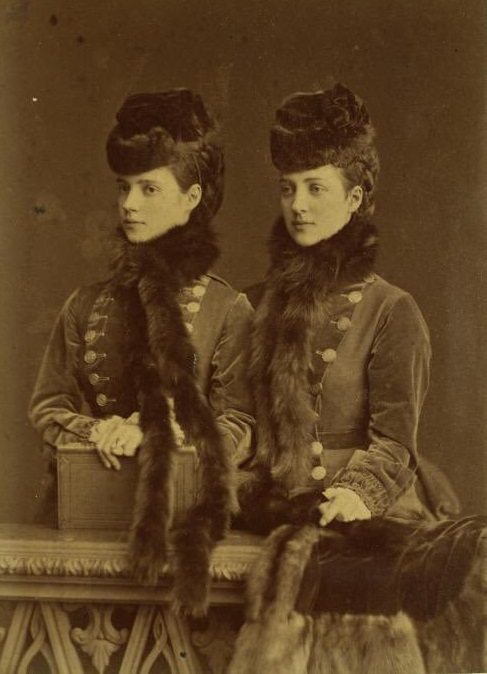
Dagmar met haar zus Alexandra, toekomstige tsarina van Rusland en koningin van het Verenigd Koninkrijk
1875, Charles Bergamasco

Maria maakte zich veel zorgen over haar kinderen. Nicolaas stond onder grote invloed van zijn echtgenote, wat Maria absoluut niet aanstond. Haar oudste dochter Xenia trouwde met grootvorst Alexander Michajlovitsj, terwijl haar zoon Michael weigerde een koninklijk huwelijk te sluiten en in plaats daarvan trouwde met zijn niet-adellijke en al eerder gescheiden minnares. Ook bleek het door Maria gearrangeerde huwelijk tussen haar jongste dochter Olga en hertog Peter van Oldenburg niet te werken en op een scheiding uit te lopen.

## Ballingschap en terugkeer
Tijdens de Eerste Wereldoorlog zette Maria Fjodorovna zich in voor het Rode Kruis. Ze zette ook haar werkzaamheden voor liefdadigheidsinstellingen voort en bezocht veel ziekenhuizen en gewonde soldaten. In deze onrustige oorlogstijd verslechterde de toch al slechte reputatie van Alexandra en Nicolaas meer en meer, en ontwikkelden de burgers een grote afkeer voor de tsaar en zijn familie. De gehele keizerlijke familie zag de Russische Revolutie al aankomen; alleen Alexandra en Nicolaas werden hierdoor verrast. Tijdens de Revolutie werd de tsaar afgezet en werden hij en zijn gezin gevangengenomen.
Nadat Maria haar zoon voor het laatst had gezien en gesproken, trok ze zich terug in een van haar villa’s op de Krim. Al snel kreeg ze daar gezelschap van twee van haar dochters, Xenia en de hertrouwde Olga, en hun gezinnen. Zelfs na de moord op de tsaar, zijn gezin en twaalf andere familieleden door de Bolsjewieken, weigerde oud-tsarina Maria het land te ontvluchten. Op aandringen van haar zuster, de Engelse koningin-weduwe Alexandra, deed ze dat uiteindelijk toch; het gezelschap op de Krim vluchtte in de lente 1919 met enkele andere familieleden aan boord van het Britse slagschip HMS Marlborough. Maria verbleef enkele tijd in Londen als gast van haar zus Alexandra, maar keerde uiteindelijk terug naar Denemarken. Daar kreeg ze een aantal kamers in het koninklijke paleis in Kopenhagen toegewezen. Ze bracht ook veel tijd door in haar villa Hvidøre, waar ze uiteindelijk in 1928 overleed. Ze werd bijgezet in de kathedraal van Roskilde, waar zich de grafkelder bevindt van de Deense koninklijke familie.
Ingevolge haar wens om in Rusland bij haar man begraven te worden "zodra de toestand genormaliseerd was", werd ze op 28 september 2006 herbegraven bij haar man in de Petrus-en-Pauluskathedraal te Sint-Petersburg, waar zich sinds 1998 ook de graven bevinden van haar zoon Nicolaas II en zijn gezin.

## Kwartierstaat (voorouders)
| Frederik Karel Lodewijk van Sleeswijk-Holstein-Sonderburg-Beck (1757-1816) | Frederik Karel Lodewijk van Sleeswijk-Holstein-Sonderburg-Beck (1757-1816) | Frederik Karel Lodewijk van Sleeswijk-Holstein-Sonderburg-Beck (1757-1816) | Frederik Karel Lodewijk van Sleeswijk-Holstein-Sonderburg-Beck (1757-1816) | Frederik Karel Lodewijk van Sleeswijk-Holstein-Sonderburg-Beck (1757-1816) | Frederik Karel Lodewijk van Sleeswijk-Holstein-Sonderburg-Beck (1757-1816) | Frederica Amalia van Schlieben (1757-1827)                                | Frederica Amalia van Schlieben (1757-1827)                                | Frederica Amalia van Schlieben (1757-1827)                                | Frederica Amalia van Schlieben (1757-1827)                                | Frederica Amalia van Schlieben (1757-1827) | Frederica Amalia van Schlieben (1757-1827) |                                          |                                          | Karel van Hessen-Kassel (1744-1836)      | Karel van Hessen-Kassel (1744-1836)      | Karel van Hessen-Kassel (1744-1836)          | Karel van Hessen-Kassel (1744-1836)          | Karel van Hessen-Kassel (1744-1836)          | Karel van Hessen-Kassel (1744-1836)          | Louise van Denemarken (1750-1831)            | Louise van Denemarken (1750-1831)            | Louise van Denemarken (1750-1831)    | Louise van Denemarken (1750-1831)    | Louise van Denemarken (1750-1831)    | Louise van Denemarken (1750-1831)    |  |  | Frederik van Hessen-Kassel (1747-1837) | Frederik van Hessen-Kassel (1747-1837) | Frederik van Hessen-Kassel (1747-1837) | Frederik van Hessen-Kassel (1747-1837) | Frederik van Hessen-Kassel (1747-1837) | Frederik van Hessen-Kassel (1747-1837) | Carolina van Nassau-Usingen (1762-1823) | Carolina van Nassau-Usingen (1762-1823) | Carolina van Nassau-Usingen (1762-1823) | Carolina van Nassau-Usingen (1762-1823) | Carolina van Nassau-Usingen (1762-1823) | Carolina van Nassau-Usingen (1762-1823) |                                      |                                      | Frederik van Denemarken (1753-1805)  | Frederik van Denemarken (1753-1805)  | Frederik van Denemarken (1753-1805)         | Frederik van Denemarken (1753-1805)         | Frederik van Denemarken (1753-1805)         | Frederik van Denemarken (1753-1805)         | Sophia Frederika van Mecklenburg-Schwerin (1758-1794) | Sophia Frederika van Mecklenburg-Schwerin (1758-1794) | Sophia Frederika van Mecklenburg-Schwerin (1758-1794) | Sophia Frederika van Mecklenburg-Schwerin (1758-1794) | Sophia Frederika van Mecklenburg-Schwerin (1758-1794) | Sophia Frederika van Mecklenburg-Schwerin (1758-1794) |  |  |  |  |  |  |  |  |  |  |  |  |  |  |  |  |  |  |  |  |  |  |  |  |  |  |  |  |  |  |  |  |  |  |  |  |  |  |  |  |  |  |  |  |  |  |  |  |
| Frederik Karel Lodewijk van Sleeswijk-Holstein-Sonderburg-Beck (1757-1816) | Frederik Karel Lodewijk van Sleeswijk-Holstein-Sonderburg-Beck (1757-1816) | Frederik Karel Lodewijk van Sleeswijk-Holstein-Sonderburg-Beck (1757-1816) | Frederik Karel Lodewijk van Sleeswijk-Holstein-Sonderburg-Beck (1757-1816) | Frederik Karel Lodewijk van Sleeswijk-Holstein-Sonderburg-Beck (1757-1816) | Frederik Karel Lodewijk van Sleeswijk-Holstein-Sonderburg-Beck (1757-1816) | Frederica Amalia van Schlieben (1757-1827)                                | Frederica Amalia van Schlieben (1757-1827)                                | Frederica Amalia van Schlieben (1757-1827)                                | Frederica Amalia van Schlieben (1757-1827)                                | Frederica Amalia van Schlieben (1757-1827) | Frederica Amalia van Schlieben (1757-1827) |                                          |                                          | Karel van Hessen-Kassel (1744-1836)      | Karel van Hessen-Kassel (1744-1836)      | Karel van Hessen-Kassel (1744-1836)          | Karel van Hessen-Kassel (1744-1836)          | Karel van Hessen-Kassel (1744-1836)          | Karel van Hessen-Kassel (1744-1836)          | Louise van Denemarken (1750-1831)            | Louise van Denemarken (1750-1831)            | Louise van Denemarken (1750-1831)    | Louise van Denemarken (1750-1831)    | Louise van Denemarken (1750-1831)    | Louise van Denemarken (1750-1831)    |  |  | Frederik van Hessen-Kassel (1747-1837) | Frederik van Hessen-Kassel (1747-1837) | Frederik van Hessen-Kassel (1747-1837) | Frederik van Hessen-Kassel (1747-1837) | Frederik van Hessen-Kassel (1747-1837) | Frederik van Hessen-Kassel (1747-1837) | Carolina van Nassau-Usingen (1762-1823) | Carolina van Nassau-Usingen (1762-1823) | Carolina van Nassau-Usingen (1762-1823) | Carolina van Nassau-Usingen (1762-1823) | Carolina van Nassau-Usingen (1762-1823) | Carolina van Nassau-Usingen (1762-1823) |                                      |                                      | Frederik van Denemarken (1753-1805)  | Frederik van Denemarken (1753-1805)  | Frederik van Denemarken (1753-1805)         | Frederik van Denemarken (1753-1805)         | Frederik van Denemarken (1753-1805)         | Frederik van Denemarken (1753-1805)         | Sophia Frederika van Mecklenburg-Schwerin (1758-1794) | Sophia Frederika van Mecklenburg-Schwerin (1758-1794) | Sophia Frederika van Mecklenburg-Schwerin (1758-1794) | Sophia Frederika van Mecklenburg-Schwerin (1758-1794) | Sophia Frederika van Mecklenburg-Schwerin (1758-1794) | Sophia Frederika van Mecklenburg-Schwerin (1758-1794) |  |  |  |  |  |  |  |  |  |  |  |  |  |  |  |  |  |  |  |  |  |  |  |  |  |  |  |  |  |  |  |  |  |  |  |  |  |  |  |  |  |  |  |  |  |  |  |  |
|                                                                            |                                                                            |                                                                            |                                                                            |                                                                            |                                                                            |                                                                           |                                                                           |                                                                           |                                                                           |                                            |                                            |                                          |                                          |                                          |                                          |                                              |                                              |                                              |                                              |                                              |                                              |                                      |                                      |                                      |                                      |  |  |                                        |                                        |                                        |                                        |                                        |                                        |                                         |                                         |                                         |                                         |                                         |                                         |                                      |                                      |                                      |                                      |                                             |                                             |                                             |                                             |                                                       |                                                       |                                                       |                                                       |                                                       |                                                       |  |  |  |  |  |  |  |  |  |  |  |  |  |  |  |  |  |  |  |  |  |  |  |  |  |  |  |  |  |  |  |  |  |  |  |  |  |  |  |  |  |  |  |  |  |  |  |  |
|                                                                            |                                                                            |                                                                            |                                                                            | Frederik Willem van Sleeswijk- Holstein-Sonderburg-Glücksburg (1785-1831)  | Frederik Willem van Sleeswijk- Holstein-Sonderburg-Glücksburg (1785-1831)  | Frederik Willem van Sleeswijk- Holstein-Sonderburg-Glücksburg (1785-1831) | Frederik Willem van Sleeswijk- Holstein-Sonderburg-Glücksburg (1785-1831) | Frederik Willem van Sleeswijk- Holstein-Sonderburg-Glücksburg (1785-1831) | Frederik Willem van Sleeswijk- Holstein-Sonderburg-Glücksburg (1785-1831) |                                            |                                            |                                          |                                          |                                          |                                          | Louise Caroline van Hesse-Kassel (1789-1867) | Louise Caroline van Hesse-Kassel (1789-1867) | Louise Caroline van Hesse-Kassel (1789-1867) | Louise Caroline van Hesse-Kassel (1789-1867) | Louise Caroline van Hesse-Kassel (1789-1867) | Louise Caroline van Hesse-Kassel (1789-1867) |                                      |                                      |                                      |                                      |  |  |                                        |                                        |                                        |                                        | Willem van Hessen-Kassel (1787-1867)   | Willem van Hessen-Kassel (1787-1867)   | Willem van Hessen-Kassel (1787-1867)    | Willem van Hessen-Kassel (1787-1867)    | Willem van Hessen-Kassel (1787-1867)    | Willem van Hessen-Kassel (1787-1867)    |                                         |                                         |                                      |                                      |                                      |                                      | Louise Charlotte van Denemarken (1789-1864) | Louise Charlotte van Denemarken (1789-1864) | Louise Charlotte van Denemarken (1789-1864) | Louise Charlotte van Denemarken (1789-1864) | Louise Charlotte van Denemarken (1789-1864)           | Louise Charlotte van Denemarken (1789-1864)           |                                                       |                                                       |                                                       |                                                       |  |  |  |  |  |  |  |  |  |  |  |  |  |  |  |  |  |  |  |  |  |  |  |  |  |  |  |  |  |  |  |  |  |  |  |  |  |  |  |  |  |  |  |  |  |  |  |  |
|                                                                            |                                                                            |                                                                            |                                                                            | Frederik Willem van Sleeswijk- Holstein-Sonderburg-Glücksburg (1785-1831)  | Frederik Willem van Sleeswijk- Holstein-Sonderburg-Glücksburg (1785-1831)  | Frederik Willem van Sleeswijk- Holstein-Sonderburg-Glücksburg (1785-1831) | Frederik Willem van Sleeswijk- Holstein-Sonderburg-Glücksburg (1785-1831) | Frederik Willem van Sleeswijk- Holstein-Sonderburg-Glücksburg (1785-1831) | Frederik Willem van Sleeswijk- Holstein-Sonderburg-Glücksburg (1785-1831) |                                            |                                            |                                          |                                          |                                          |                                          | Louise Caroline van Hesse-Kassel (1789-1867) | Louise Caroline van Hesse-Kassel (1789-1867) | Louise Caroline van Hesse-Kassel (1789-1867) | Louise Caroline van Hesse-Kassel (1789-1867) | Louise Caroline van Hesse-Kassel (1789-1867) | Louise Caroline van Hesse-Kassel (1789-1867) |                                      |                                      |                                      |                                      |  |  |                                        |                                        |                                        |                                        | Willem van Hessen-Kassel (1787-1867)   | Willem van Hessen-Kassel (1787-1867)   | Willem van Hessen-Kassel (1787-1867)    | Willem van Hessen-Kassel (1787-1867)    | Willem van Hessen-Kassel (1787-1867)    | Willem van Hessen-Kassel (1787-1867)    |                                         |                                         |                                      |                                      |                                      |                                      | Louise Charlotte van Denemarken (1789-1864) | Louise Charlotte van Denemarken (1789-1864) | Louise Charlotte van Denemarken (1789-1864) | Louise Charlotte van Denemarken (1789-1864) | Louise Charlotte van Denemarken (1789-1864)           | Louise Charlotte van Denemarken (1789-1864)           |                                                       |                                                       |                                                       |                                                       |  |  |  |  |  |  |  |  |  |  |  |  |  |  |  |  |  |  |  |  |  |  |  |  |  |  |  |  |  |  |  |  |  |  |  |  |  |  |  |  |  |  |  |  |  |  |  |  |
|                                                                            |                                                                            |                                                                            |                                                                            |                                                                            |                                                                            |                                                                           |                                                                           |                                                                           |                                                                           | Christiaan IX van Denemarken (1818-1906)   | Christiaan IX van Denemarken (1818-1906)   | Christiaan IX van Denemarken (1818-1906) | Christiaan IX van Denemarken (1818-1906) | Christiaan IX van Denemarken (1818-1906) | Christiaan IX van Denemarken (1818-1906) |                                              |                                              |                                              |                                              |                                              |                                              |                                      |                                      |                                      |                                      |  |  |                                        |                                        |                                        |                                        |                                        |                                        |                                         |                                         |                                         |                                         | Louise van Hessen-Kassel (1817-1898)    | Louise van Hessen-Kassel (1817-1898)    | Louise van Hessen-Kassel (1817-1898) | Louise van Hessen-Kassel (1817-1898) | Louise van Hessen-Kassel (1817-1898) | Louise van Hessen-Kassel (1817-1898) |                                             |                                             |                                             |                                             |                                                       |                                                       |                                                       |                                                       |                                                       |                                                       |  |  |  |  |  |  |  |  |  |  |  |  |  |  |  |  |  |  |  |  |  |  |  |  |  |  |  |  |  |  |  |  |  |  |  |  |  |  |  |  |  |  |  |  |  |  |  |  |
|                                                                            |                                                                            |                                                                            |                                                                            |                                                                            |                                                                            |                                                                           |                                                                           |                                                                           |                                                                           | Christiaan IX van Denemarken (1818-1906)   | Christiaan IX van Denemarken (1818-1906)   | Christiaan IX van Denemarken (1818-1906) | Christiaan IX van Denemarken (1818-1906) | Christiaan IX van Denemarken (1818-1906) | Christiaan IX van Denemarken (1818-1906) |                                              |                                              |                                              |                                              |                                              |                                              |                                      |                                      |                                      |                                      |  |  |                                        |                                        |                                        |                                        |                                        |                                        |                                         |                                         |                                         |                                         | Louise van Hessen-Kassel (1817-1898)    | Louise van Hessen-Kassel (1817-1898)    | Louise van Hessen-Kassel (1817-1898) | Louise van Hessen-Kassel (1817-1898) | Louise van Hessen-Kassel (1817-1898) | Louise van Hessen-Kassel (1817-1898) |                                             |                                             |                                             |                                             |                                                       |                                                       |                                                       |                                                       |                                                       |                                                       |  |  |  |  |  |  |  |  |  |  |  |  |  |  |  |  |  |  |  |  |  |  |  |  |  |  |  |  |  |  |  |  |  |  |  |  |  |  |  |  |  |  |  |  |  |  |  |  |
|                                                                            |                                                                            |                                                                            |                                                                            |                                                                            |                                                                            |                                                                           |                                                                           |                                                                           |                                                                           |                                            |                                            |                                          |                                          |                                          |                                          |                                              |                                              |                                              |                                              |                                              |                                              |                                      |                                      |                                      |                                      |  |  |                                        |                                        |                                        |                                        |                                        |                                        |                                         |                                         |                                         |                                         |                                         |                                         |                                      |                                      |                                      |                                      |                                             |                                             |                                             |                                             |                                                       |                                                       |                                                       |                                                       |                                                       |                                                       |  |  |  |  |  |  |  |  |  |  |  |  |  |  |  |  |  |  |  |  |  |  |  |  |  |  |  |  |  |  |  |  |  |  |  |  |  |  |  |  |  |  |  |  |  |  |  |  |
|                                                                            |                                                                            |                                                                            |                                                                            |                                                                            |                                                                            |                                                                           |                                                                           |                                                                           |                                                                           |                                            |                                            |                                          |                                          |                                          |                                          |                                              |                                              |                                              |                                              |                                              |                                              |                                      |                                      |                                      |                                      |  |  |                                        |                                        |                                        |                                        |                                        |                                        |                                         |                                         |                                         |                                         |                                         |                                         |                                      |                                      |                                      |                                      |                                             |                                             |                                             |                                             |                                                       |                                                       |                                                       |                                                       |                                                       |                                                       |  |  |  |  |  |  |  |  |  |  |  |  |  |  |  |  |  |  |  |  |  |  |  |  |  |  |  |  |  |  |  |  |  |  |  |  |  |  |  |  |  |  |  |  |  |  |  |  |
|                                                                            |                                                                            |                                                                            |                                                                            | Frederik VIII van Denemarken (1843-1912)                                   | Frederik VIII van Denemarken (1843-1912)                                   | Frederik VIII van Denemarken (1843-1912)                                  | Frederik VIII van Denemarken (1843-1912)                                  | Frederik VIII van Denemarken (1843-1912)                                  | Frederik VIII van Denemarken (1843-1912)                                  |                                            |                                            | Alexandra van Denemarken (1844-1925)     | Alexandra van Denemarken (1844-1925)     | Alexandra van Denemarken (1844-1925)     | Alexandra van Denemarken (1844-1925)     | Alexandra van Denemarken (1844-1925)         | Alexandra van Denemarken (1844-1925)         |                                              |                                              | George I van Griekenland (1845-1913)         | George I van Griekenland (1845-1913)         | George I van Griekenland (1845-1913) | George I van Griekenland (1845-1913) | George I van Griekenland (1845-1913) | George I van Griekenland (1845-1913) |  |  | Dagmar van Denemarken (1847-1928)      | Dagmar van Denemarken (1847-1928)      | Dagmar van Denemarken (1847-1928)      | Dagmar van Denemarken (1847-1928)      | Dagmar van Denemarken (1847-1928)      | Dagmar van Denemarken (1847-1928)      |                                         |                                         | Thyra van Denemarken (1853-1933)        | Thyra van Denemarken (1853-1933)        | Thyra van Denemarken (1853-1933)        | Thyra van Denemarken (1853-1933)        | Thyra van Denemarken (1853-1933)     | Thyra van Denemarken (1853-1933)     |                                      |                                      | Waldemar van Denemarken (1858-1939)         | Waldemar van Denemarken (1858-1939)         | Waldemar van Denemarken (1858-1939)         | Waldemar van Denemarken (1858-1939)         | Waldemar van Denemarken (1858-1939)                   | Waldemar van Denemarken (1858-1939)                   |                                                       |                                                       |                                                       |                                                       |  |  |  |  |  |  |  |  |  |  |  |  |  |  |  |  |  |  |  |  |  |  |  |  |  |  |  |  |  |  |  |  |  |  |  |  |  |  |  |  |  |  |  |  |  |  |  |  |

- Bibsys: 98024716
- Bibliothèque nationale de France: cb161969270 (data)
- Gemeinsame Normdatei: 119102757
- International Standard Name Identifier: 0000 0001 1053 6982
- Library of Congress Control Number: n85118939
- Nationale Bibliotheek van Letland: 000113931
- Nationale Bibliotheek van Tsjechië: js2006312257
- Nationale bibliotheek van Australië: 35875479
- Nationale Bibliotheek van Israël: 987007431699005171
- Nationale Bibliotheek van Polen: a0000001187183
- Nederlandse Thesaurus van Auteursnamen: 127483527
- PIC: 169604
- Istituto Centrale per il Catalogo Unico: LO1V046493
- LIBRIS: 174227
- SNAC: w6wb5h1w
- Système universitaire de documentation: 161806538
- Trove: 1126587
- Virtual International Authority File: 35259039
- WorldCat: E39PBJwMCrmBFgkqBB4RPtw6Kd